# 張士雅
張士雅（1583年—？年），字德純，號念燕，直隸順天府霸州人，民籍。

## 生平
癸未正月二十日生，行一，治《書經》，由增生中式癸卯順天府鄉試九十名舉人，年二十七歲中式萬曆三十八年庚戌科會試二百四十六名，第二甲第三十七名進士。禮部觀政，三十九年授戶部雲南司主事，管南濟二倉，四十二年陞本司員外郎，四十三年陞貴州司郎中，管永平粮储，四十六年差滿回部。

## 家族
曾祖張評，壽官；祖張守魯，庠生；父張符，敕贈承德郎戶部雲南司主事；母顧氏（勅封太安人）。慈侍下。弟士奇（廩生）；士瞻。子張主敬（生員）；张主忠；张主信。